# Trgovište (gmina Sokobanja)
Trgovište (cyr. Трговиште) – wieś w Serbii, w okręgu zajeczarskim, w gminie Sokobanja. W 2011 roku liczyła 291 mieszkańców.